# Lovanke
Lovanke (nemško Gablern) je naselje v Občini Dobrla vas v Okraju Velikovec na Koroškem v Avstriji.